# هنري كريمر
هنري كريمر (بالإنجليزية: Henry Creamer)‏ هو كاتب أغاني ومغني أمريكي، ولد في 21 يونيو 1879 في ريتشموند في الولايات المتحدة، وتوفي في 14 أكتوبر 1930 في نيويورك في الولايات المتحدة.

## وصلات خارجية
- هنري كريمر على موقع IMDb (الإنجليزية)
- هنري كريمر على موقع ميوزك برينز (الإنجليزية)
- هنري كريمر على موقع قاعدة بيانات برودواي على الإنترنت (الإنجليزية)
- هنري كريمر على موقع ديسكوغز (الإنجليزية)